# Molorchus carus
Molorchus carus är en skalbaggsart som beskrevs av Holzschuh 1999. Molorchus carus ingår i släktet Molorchus och familjen långhorningar. Inga underarter finns listade i Catalogue of Life.